# Blériot XI
De Blériot XI is een propellervliegtuig gebouwd door Blériot Aéronautique, een bedrijf dat was opgericht door Louis Blériot. Blériot was dan ook de ontwerper van het vliegtuig dat in 1908 werd gebouwd. Op 23 januari 1909 maakte Blériot zijn eerste vlucht met het vliegtuig bij een vliegshow in Parijs.

## Ontwerp
De Blériot XI is voor een belangrijk deel ontworpen door de Franse vliegtuigconstructeur Raymond Saulnier. De romp heeft een rechthoekige doorsnede en is gemaakt van houten latten met gekruiste spandraden ertussen. Aan de voorkant is de romp gedeeltelijk gesloten, direct voor de vleugelvoorkant is de motor bevestigd. Aan de achterkant bevinden zich het kielvlak en het stabilo. De vleugels zijn door een web van spandraden in een tentstructuur bevestigd aan de romp. De besturing om de langsas was mogelijk door de vleugels te torderen. Het landingsgestel is een staartwielconfiguratie met twee geveerde hoofdwielen die onder de romp zijn bevestigd. 

## Vlucht over het Kanaal
In het voorjaar van 1909 werd de motor vervangen door een Anzani-motor. Met deze versie van het vliegtuig voerde bij op 4 juli boven het vliegveld Port-Aviation bij Parijs een vlucht uit van meer dan 50 minuten. Op 25 juli 1909 waagde hij de oversteek over het Kanaal. De vlucht, van Calais naar Dover, was de eerste geslaagde vlucht over het kanaal en duurde 36,5 minuut. Deze vlucht gebeurde onder slechte weersomstandigheden, waarbij Blériot geen kompas had om mee te navigeren. Zijn landing was nogal hard, waardoor het landingsgestel en propeller afbraken, maar Blériot bleef ongedeerd. Hij won door de vlucht £ 1000, uitgeloofd door de krant Daily Mail.

## Ontwikkeling
Na de historische vlucht over het kanaal in 1909 werd het vliegtuig nog verder ontwikkeld. 
Er zijn vele uitvoeringen van de Blériot XI geproduceerd. Het toestel is zowel geleverd voor civiele als militaire toepassingen. Er werden onder andere versies ontwikkeld die ingezet konden worden als verkenner of gevechtsvliegtuig. Er bestaan naast eenzitters, ook twee- en driezitters, in tandem of side-by-side. Er zijn verschillende typen ster- en rotatiemotoren toegepast van 27-140 pk. Er bestaan ook watervliegtuig-uitvoeringen met drijvers. Om leerling-vliegers het taxiën te laten oefenen werden er ook speciale rouleur versies gebouwd met afgekorte vleugels en uitgerust met versleten motoren die niet meer geschikt waren om mee te vliegen.
In Zweden is de Blériot XI in licentie gebouwd als de 'Thulin A'. 

## Historische vlucht Johan Hilgers
Op 29 juli 1910 maakte de luchtvaartpionier Johan Hilgers als eerste Nederlander een motorvlucht boven Nederlands grondgebied. Hilgers steeg in een Blériot XI op vanaf vliegkamp Ede en maakte enkele korte vluchten in een rechte lijn. 

## Galerij

Foto's van de Blériot XI
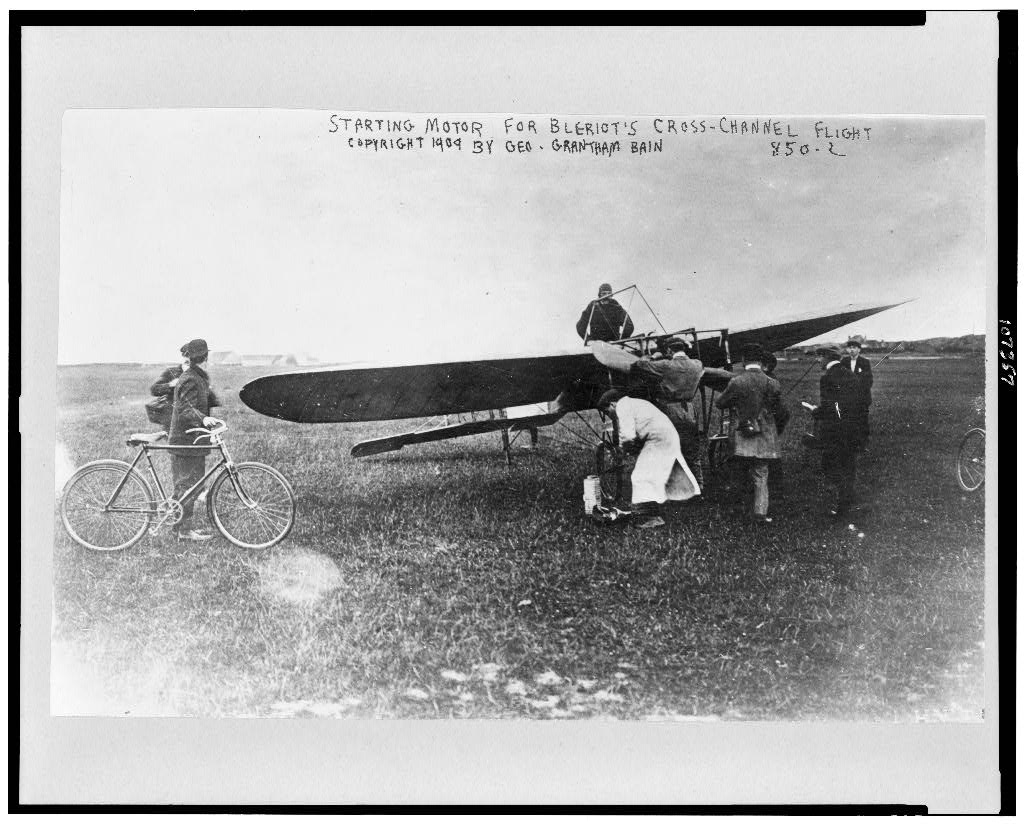
Blériot voor zijn vlucht over het Kanaal
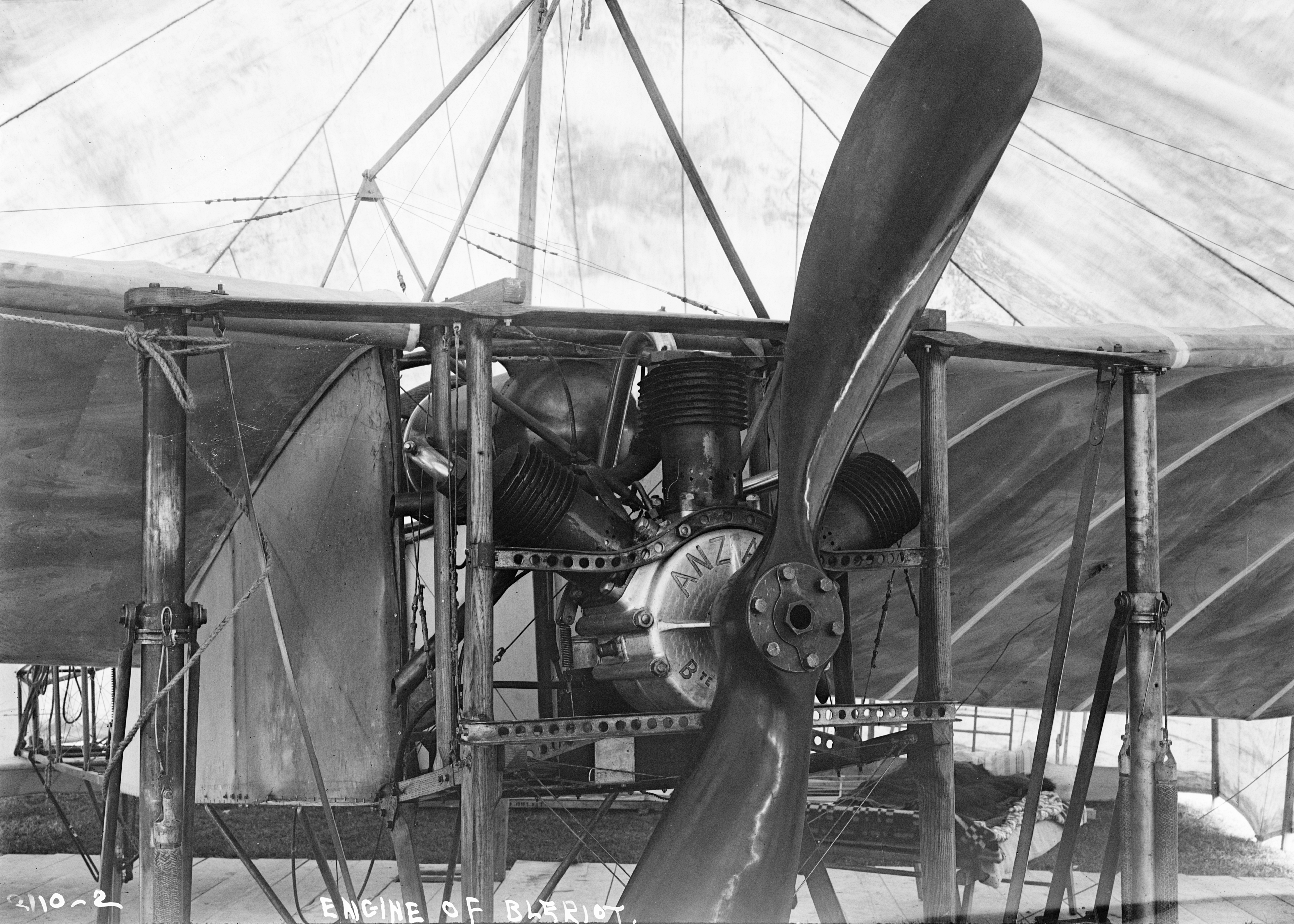
De Anzani-motor
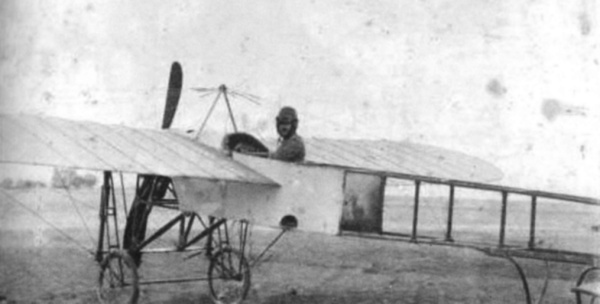
De Blériot XI als verkenningsvliegtuig voor het Bulgaarse leger
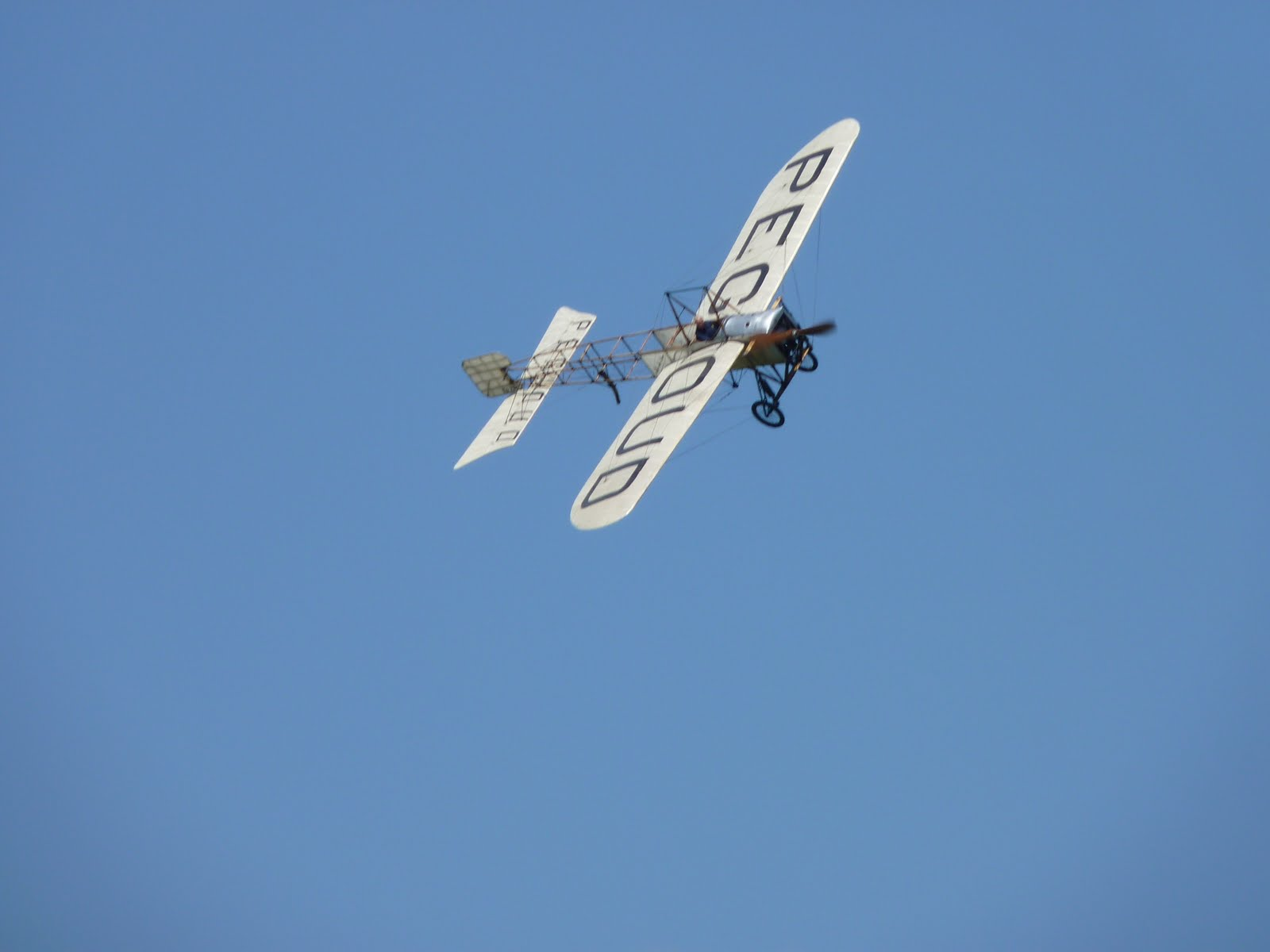
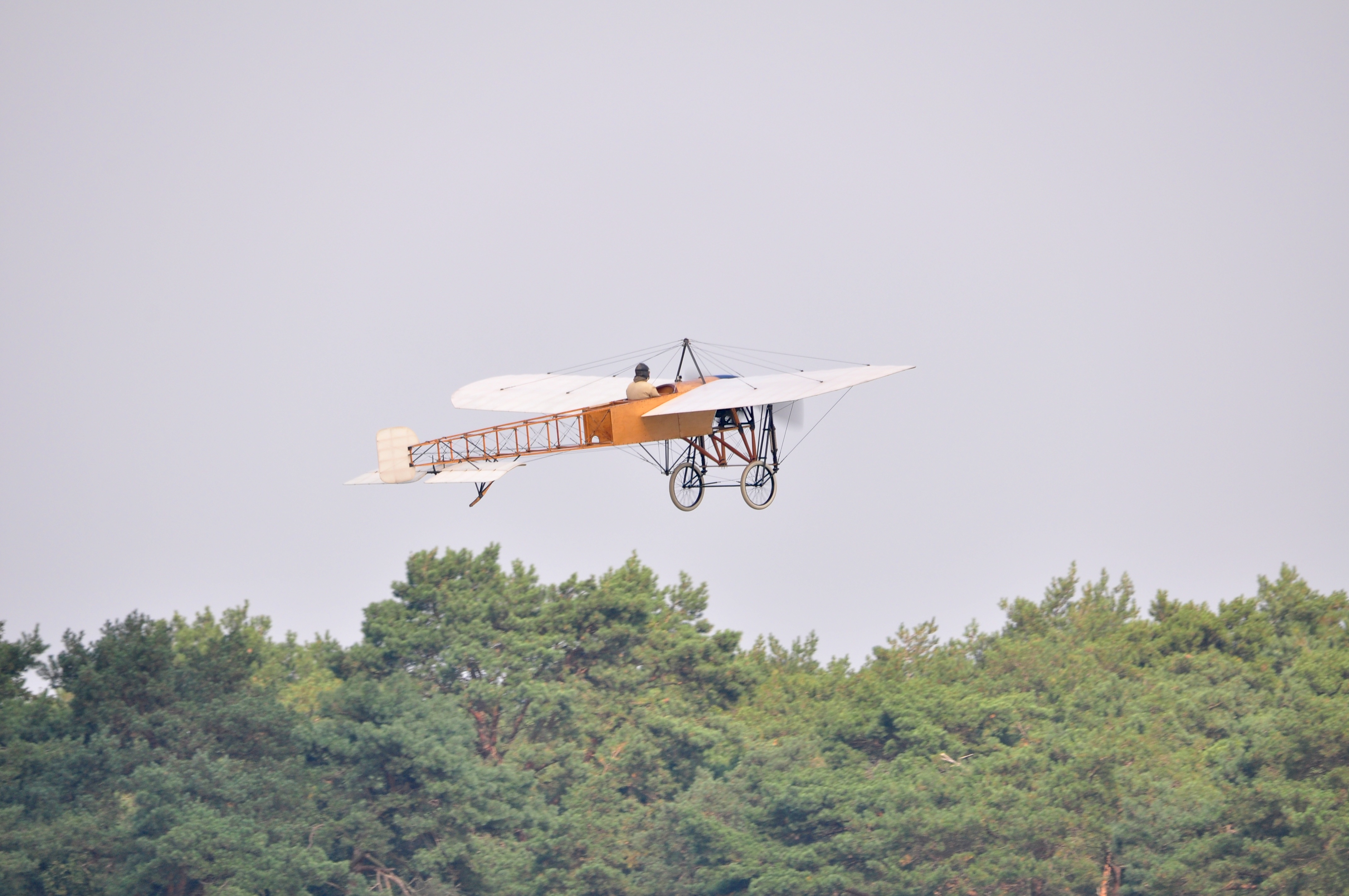
Blériot XI stijgt op te Kleine Brogel tijdens een luchtshow
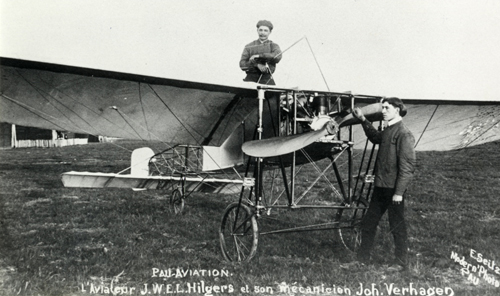
Johan Hilgers staand op zijn Blériot XI op vliegkamp Ede (1910)
Tekening met drie aanzichten